# 阿利博迪耶尔
阿利博迪耶尔（法語：Allibaudières，法語發音：[alibodjɛʁ]）是法国奥布省的一个市镇，属于特鲁瓦区。

## 地理
阿利博迪耶尔（48°35'4"N, 4°6'36"E）面积24.13 平方千米，位于法国大東部大區奥布省，该省份为法国中北部省份，北起马恩省，西接塞纳-马恩省，西南至约讷省，东南至科多尔省，东临上马恩省。
与阿利博迪耶尔接壤的市镇（或旧市镇、城区）包括：奥布河畔尚皮尼、勒谢讷、多农、埃尔比斯、奥尔姆、小维亚普尔。

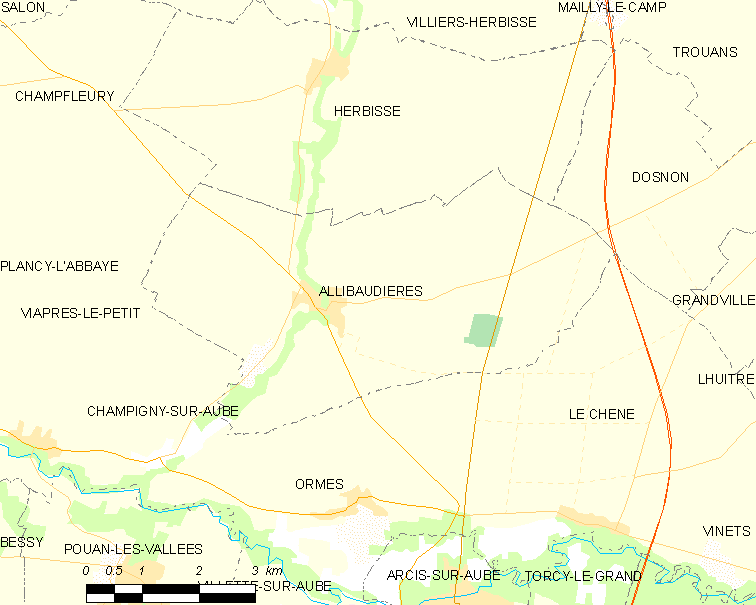
阿利博迪耶尔的OSM定位图

阿利博迪耶尔的时区为UTC+01:00、UTC+02:00（夏令时）。

## 行政
阿利博迪耶尔的邮政编码为10700，INSEE市镇编码为10004。

## 政治
阿利博迪耶尔所属的省级选区为奥布河畔阿尔西县。

## 人口

1962-2008年间阿利博迪耶尔人口变化图示

阿利博迪耶尔于2022年1月1日时的人口数量为211人。